# Бранка Митић
Бранка Митић (Прћиловица код Алексинца 6. мај 1926 — Београд, 11. април 2012) била је српска глумица.

## Биографија
Након завршене Високе филмске школе 1950. године постаје члан Народног позоришта у Сомбору, а годину дана касније члан Народног позоришта у Панчеву, одакле 1954. прелази у Позориште на Теразијама (које је тада радило под именом Београдска комедија).
Током богате каријере, остварила је велики број позоришних улога, а захваљујући великом броју телевизијских серија и филмова постала је звезда на просторима целе тадашње Југославије.
У Позоришту на Теразијама одиграла је око 50 улога. Неке од њених популарних представа су Зла жена, Пут око света, Мистер Долар, Прича из западног кварта, Ивкова слава, Дундо Мароје, све до комедије Поп Ћира и Поп Спира из 2003. године.
Глумила је у бројним телевизијским серијама и на филму.
Преминула је 11. априла 2012. године у Београду.

## Филм
- 1958. — Госпођа министарка (Шнајдерка)[2]
- 1960. — Заједнички стан (Лула)[2]
- 1962. — Др[4]
- 1962. — Медаљон са три срца (Луцијина снаха)[4]
- 1964. — На место, грађанине Покорни! (Олга)

## Телевизија
- 1959 – Туђе дете, ТВ драма[3]
- 1961 – Војник са два имена, ТВ драма[3]
- 1961 – На тајном каналу, ТВ серија
- 1961 – Серафимов клуб, ТВ серија[3]
- 1963 – На слово, на слово, ТВ серија[3]
- 1963 – Викенд у небо, ТВ драма[3]
- 1963 – Музеј воштаних фигура, ТВ серија[5]
- 1964 – Извесне обавезе, ТВ драма[3]
- 1964 – Огледало грађанина Покорног, ТВ серија[3]
- 1965 – Лицем у наличје, ТВ серија[3]
- 1966 – Код судије за прекршаје, ТВ серија
- 1967 – Љубавни санс, ТВ драма[3]
- 1967 – Забавља вас Мија Алексић, ТВ серија
- 1967 – Офелија, ТВ серија[3]
- 1968 – Максим нашег доба, ТВ серија
- 1968 – Код Лондона, ТВ серија[3]
- 1970 – Рођаци, ТВ серија[3]
- 1970 – Десет заповести, ТВ серија
- 1970 – Љубав на сеоски начин, ТВ серија[3]
- 1972 – Женски разговори, ТВ серија
- 1977 – Под старост, ТВ филм
- 1978 – Вага за тачно мерење, ТВ серија
- 1997 – Горе доле, ТВ серија[3]
- 2006 – Бела лађа, ТВ серија[3]